# Diocesi di Abora
La diocesi di Abora (in latino Dioecesis Aborensis) è una sede soppressa e sede titolare della Chiesa cattolica.

## Storia
Abora, sito non ancora identificato in Tunisia, è un'antica sede episcopale della provincia romana dell'Africa Proconsolare, il cui primate era il vescovo di Cartagine.
Le fonti hanno tramandato il nome di due vescovi di questa sede. Trifolio partecipò, per parte cattolica, alla conferenza di Cartagine del 411, che vide riuniti assieme i vescovi cattolici e donatisti dell'Africa; durante la conferenza affermò che nella sua diocesi non c'erano donatisti. Trifolio sottoscrisse gli atti anche per Paolino, vescovo di Zuri, che era analfabeta.
Felice prese parte al concilio africano antimonotelita del 646 e sottoscrisse la lettera al patriarca di Costantinopoli Paolo, che in seguito fu letta durante il sinodo romano indetto da papa Martino I nel 649.
Dal 1933 Abora è annoverata tra le sedi vescovili titolari della Chiesa cattolica; dal 12 dicembre 2024 il vescovo titolare è Jean Tailleur, vescovo ausiliare di Québec.

## Cronotassi

### Vescovi
- Trifolio † (menzionato nel 411)
- Felice † (menzionato nel 646 circa)

### Vescovi titolari
- Bruno-Augustin Hippel, S.A.C. † (9 dicembre 1948 - 11 gennaio 1951 nominato vescovo di Oudtshoorn)
- Jean de Vienne de Hautefeuille, C.M. † (14 giugno 1951 - 21 settembre 1957 deceduto)
- Vincentas Sladkevičius, M.I.C. † (14 novembre 1957 - 28 giugno 1988 nominato cardinale presbitero dello Spirito Santo alla Ferratella)
- Vincent Malone † (13 maggio 1989 - 18 maggio 2020 deceduto)
- Jeffrey Scott Grob (11 settembre 2020 - 4 novembre 2024 nominato arcivescovo di Milwaukee)
- Jean Tailleur, dal 12 dicembre 2024